# خارتسیزک
خارتسیزک (به روسی: Харцизьк) شهری در استان دونتسک در کشور اوکراین واقع شده‌است. جمعیت این شهر ۵۶,۳۶۷ نفر (۲۰۲۱ تخمینی) است.